# Drosophila balneorum
Drosophila balneorum är en tvåvingeart som beskrevs av Alfred Sturtevant 1927. Drosophila balneorum ingår i släktet Drosophila och familjen daggflugor.
Artens utbredningsområde är Filippinerna.